# Myrolubiwka (rejon berysławski)
Myrolubiwka (ukr. Миролюбівка) – wieś na Ukrainie, w obwodzie chersońskim, w rejonie berysławskim. W 2001 liczyła 731 mieszkańców, spośród których 705 posługiwało się językiem ukraińskim, 24 rosyjskim, a 2 innym.